# Astor variable
L'astor variable (Tachyspiza hiogaster; syn: Accipiter hiogaster) és una espècie d'ocell de la família dels accipítrids (Accipitridae). Habita els boscos de l'est d'Indonèsia i la regió de Nova Guinea, a les Moluques, illes Petites de la Sonda, Banda, Tanimbar, Aru, illes Raja Ampat, Nova Guinea, Biak, Numfor i Yapen, Trobriand, illes D'Entrecasteaux, Louisiade, Bismarck, de l'Almirallat i Salomó. El seu estat de conservació es considera de risc mínim.

## Taxonomia
Les diferents subespècies d'Accipiter hiogaster eren considerades dins Accipiter novaehollandiae. Modernament, la població de les illes menors de la Sonda ha estat considerada una espècie per ella mateixa: astor de l'illa de Flores (Accipiter sylvestris).
Tradicionalment l'astor variable estava classificat dins el gènere Accipiter. Tanmateix, estudis filogenètics moleculars van trobar que aquest gènere era polifilètic i es va proposar reordenar les seves espècies en 5 gèneres monofilètics. En base a aquests estudis, el Congrés Ornitològic Internacional, en la seva llista mundial d'ocells (versió 14.2, 2024) transferí aquesta espècie al gènere Tachyspiza, que fou recuperat per a tal fí.
Segons el Handook of the Birds of the World i la quarta versió de la BirdLife International Checklist of the birds of the world (Desembre 2019), aquest tàxon apareix classificat dins del gènere Accipiter.